# Большое Оленево
Большо́е Оле́нево —  деревня в городском округе Семёновский Нижегородской области России. Входит в состав Хахальского сельсовета, ранее Светловского сельсовета.

## История
Деревня возникла на месте Оленевского скита.

## География
Деревня расположена на окраинах болот Отышево, Келейное, Песочное, Костино. В 8 км от административного центра сельсовета — деревни Хахалы и 61 км от областного центра — Нижнего Новгорода.
Часовой пояс
Большое Оленево, как и вся Нижегородская область, находится в часовой зоне МСК (московское время). Смещение применяемого времени относительно UTC составляет +3:00.

## Население
| 2002 | 2010 |
| ---- | ---- |
| 18   | ↘15  |